# Elymnias opaca
Elymnias opaca är en fjärilsart som beskrevs av Hans Fruhstorfer 1907. Elymnias opaca ingår i släktet Elymnias och familjen praktfjärilar. Inga underarter finns listade i Catalogue of Life.